# Hitomi Shimatani
Hitomi Shimatani (jap. 島谷ひとみ Shimatani Hitomi; ur. 4 września 1980 r. w Kure) – japońska piosenkarka, modelka i aktorka.

## Dyskografia

### Albumy studyjne
- 2001 PAPILLON (Butterfly)
- 2002 Shanty (シャンティ; Peace)
- 2003 GATE ~scena III~
- 2004 Tsuioku+LOVE LETTER (追憶+LOVE LETTER; Reminiscence)
- 2005 Heart & Symphony
- 2007 PRIMA ROSA (First Rose)
- 2008 Flare
- 2014 Honjitsu, Tonai, Bousho (本日、都内、某所; Today, Metropolitan Area, Somewhere)

## Filmografia

### Seriale
- Papadol! (TBS 2012)
- Damens Walker (TV Asahi 2006)
- Boku dake no Madonna (Fuji TV 2003)
- Shinjukuzame Koorimai (2001)
- Tetsu Niisan (1999)

### Filmy
- Parallel (2009)
- The Prince Of Tennis - The Movie (2006)